# Liste der denkmalgeschützten Objekte in Unterach am Attersee
Die Liste der denkmalgeschützten Objekte in Unterach am Attersee enthält die 7 denkmalgeschützten, unbeweglichen Objekte der oberösterreichischen Gemeinde Unterach am Attersee.

## Denkmäler
| Foto |                 | Denkmal                                                                                       | Standort                                            | Beschreibung | Metadaten |
| ---- | --------------- | --------------------------------------------------------------------------------------------- | --------------------------------------------------- | --- | --- |
| ja   | Datei hochladen | Mausoleum Viktor Kaplan HERIS-ID: 38759 Objekt-ID: 38356                                      | westlich Dr.Viktor-Kaplan-Straße 31 Standort KG: Au | Viktor Kaplan verstarb in Unterach am Attersee und wurde zuerst am hiesigen Friedhof begraben. Seinem Wunsch gemäß wurde er ein Jahr nach seinem Tod in einem Mausoleum beigesetzt. | BDA-Hist.: Q37983714 Status: Bescheid Stand der BDA-Liste: 2025-06-30 Name: Mausoleum Viktor Kaplan GstNr.: 1051/2                                                                                  |
| ja   | Datei hochladen | Pfahlbaustation See, Uferbereich HERIS-ID: 37568 Objekt-ID: 36776                             | Mondsee Standort KG: Au                             | Die prähistorische Pfahlbaustation See liegt mit einer Größe von 1,22 ha etwa 50 m vom Ostufer des Mondsees entfernt (Lage Zentrum). Als Denkmal geschützt ist nur der Uferbereich. Sie war ungefähr von 3500 bis 3000 Jahren vor unserer Zeitrechnung besiedelt. Die Pfahlbaustation wurde 1872 von Matthäus Much entdeckt. In der Folge wurde sie mehrfach untersucht. Es handelt sich um eine der Siedlungen mit den reichhaltigsten Funden im gesamten Salzkammergutgebiet. Funde umfassen die typische Keramik der Mondseekultur, Tonfiguren, Steingeräte, Schöpfkellen, Spinnwirtel, Tongewichte, Objekte aus Horn und Holz, sowie organische Reste wie Schnüre, Textilien und Pflanzenrückstände. | BDA-Hist.: Q37976214 Status: Bescheid Stand der BDA-Liste: 2025-06-30 Name: Pfahlbaustation See, Uferbereich GstNr.: .92, 702/2, 705, 707/1, 303                                                    |
| ja   | Datei hochladen | Villa Kaplan, Rochuspoint HERIS-ID: 38758 Objekt-ID: 38355                                    | Dr.Viktor-Kaplan-Straße 31 Standort KG: Unterach    | | BDA-Hist.: Q37983704 Status: Bescheid Stand der BDA-Liste: 2025-06-30 Name: Villa Kaplan, Rochuspoint GstNr.: 893/2 Villa Kaplan, Unterach                                                          |
| ja   | Datei hochladen | Wohnhaus und Stadel, Lederermayer HERIS-ID: 57327 Objekt-ID: 67275                            | Hauptstraße 12 Standort KG: Unterach                | Das ehemalige kleine Bauernhaus vom Typ des quer geteilten Einhauses, stammt aus dem 17./18. Jahrhundert. Wohnung und Stall befinden sich unter einem Dach. Die gesamte äußere Erscheinung ist im Original erhalten. Auffallend ist die Dachform mit den „Attersee-Giebel“ und dem geschwungenen Ortgang. Im und am Haus befinden sich volkskundlich und baulich bemerkenswerte Details. | BDA-Hist.: Q38075956 Status: Bescheid Stand der BDA-Liste: 2025-06-30 Name: Wohnhaus und Stadel, Lederermayer GstNr.: .59/1, .59/2                                                                  |
| ja   | Datei hochladen | Hofkapelle, Severinkapelle HERIS-ID: 100566 Objekt-ID: 116816                                 | bei Hauptstraße 12 Standort KG: Unterach            | | BDA-Hist.: Q37784823 Status: § 2a Stand der BDA-Liste: 2025-06-30 Name: Hofkapelle, Severinkapelle GstNr.: 92/1                                                                                     |
| ja   | Datei hochladen | Ehem. Gasthaus Goldenes Schiff HERIS-ID: 38760 Objekt-ID: 38357                               | Jeritzastraße 5 Standort KG: Unterach               | | BDA-Hist.: Q37983727 Status: Bescheid Stand der BDA-Liste: 2025-06-30 Name: Ehem. Gasthaus Goldenes Schiff GstNr.: .78/1                                                                            |
| ja   | Datei hochladen | Kath. Pfarrkirche hl. Bartholomäus und ehem. Friedhofsfläche HERIS-ID: 52642 Objekt-ID: 59993 | neben Kirchenplatz 2 Standort KG: Unterach          | → Hauptartikel : Pfarrkirche Unterach am Attersee f1 | BDA-Hist.: Q16855674 Status: § 2a Stand der BDA-Liste: 2025-06-30 Name: Kath. Pfarrkirche hl. Bartholomäus und ehem. Friedhofsfläche GstNr.: .77/1, 139/2 Sankt Bartholomäus (Unterach am Attersee) |